# Valós számok
A valós számok halmaza és a számegyenes pontjai között kölcsönösen egyértelmű megfeleltetés létesíthető. Ez a Birkhoff-féle "vonalzó"-axióma. 
A valós számok halmaza végtelen, hisz tartalmazza a szintén végtelen számú természetes, egész és tört számokat, tehát összességében a racionális számok halmazának és az irracionális számok halmazának unióját jelenti. Az irracionális számok definíciója szerint nincs olyan szám, amely egyszerre racionális és irracionális lenne, és a két halmaz elemein kívül más nem tartozik a valós számokhoz. (Vannak viszont számok, amelyek se racionális se irracionális számok, mert nem valós számok, a nagyságuk nem meghatározható a valós számegyenesen vett rendezéssel a 0-hoz képest, tehát nem 0, nem is pozitív és nem is negatív számok. Például a nem valós komplex számok.) A valós számokat a tizedestörtekkel azonosíthatjuk: a véges valamint a végtelen szakaszosan ismétlődő tizedestörtek a racionális számoknak, míg a végtelen, szakaszosan nem ismétlődő tizedestörtek az irracionális számoknak felelnek meg.
A számhalmaz létrehozásában alapvető volt a görögök felfedezése, miszerint kettőnek a négyzetgyöke (a négyzetátló hosszának mérőszáma) nem racionális szám, bár pontos, matematikailag kielégítő definícióra a 19. századig kellett várni.
A Birkhoff-féle "vonalzó"-axióma miatt a valós számok halmaza alkalmas folytonos problémák megoldására. Ugyan a racionális számok halmaza is összefüggő, de nem teljes, azaz vannak racionális számokból álló sorozatok, melyek határértéke irracionális. Folytonos problémák esetén a közelítő megoldások egy valóban létező megoldást közelítenek. Ezt az elvet sokoldalúan alkalmazzák az analízisben, a geometriában és a topológiában. A hosszakat, felszíneket, felületeket, térfogatokat szintén emiatt definiálják valós számokként, és nemcsak a kör meg a gömb miatt. A tapasztalati tudományokban is megmarad ez az elv.
A valós számok halmazának matematikai jele ℝ, TeXben \R ({\displaystyle \mathbb {R} }), Unicode karakterkódja U+211D. A betű a latin realis szóból származik, ami valósat, valóságosat jelent.

## A valós számok bevezetése

### A valós számok megalkotása
A valós számok megalkotása a racionális számokból a 19. századi matematika fontos lépése volt, mivel lehetővé tette az analízis szilárd alapját. Az első pontos konstrukció Karl Weierstrasstól származik. Ez korlátos sorozatokat használ a valós számok definiálásához.
A ma használt konstrukciók:
- Dedekind-szeletek: Racionális számok felülről korlátos részhalmazainak legkisebb felső korlátaiként definiálja a valós számokat.[2]
- Cauchy-sorozatok ekvivalenciaosztályai: Ez a konstrukció Georg Cantortól származik. Két Cauchy-sorozat ekvivalens, ha megfelelő tagjaik különbsége a nullához tart. Könnyen ellenőrizhető, hogy ez valóban ekvivalencia, és megállapítható, hogy a racionális számok által indukált összeadás és kivonás jóldefiniált. Ezekkel a műveletekkel a valós számok testet alkotnak. A racionális számok indukálnak egy teljes rendezést is, amivel a valós számok halmaza rendezett test.[3]
- Racionális intervallumok egymásba skatulyázott sorozatainak ekvivalenciaosztályai.[4]
- A racionális számok, mint topologikus csoport teljessé tétele abban az értelemben, mint kanonikus uniform struktúra.[5]

Mindezek a módszerek teljessé teszik a racionális számokat, és izomorfia erejéig ugyanahhoz a struktúrához vezetnek, a valós számok testéhez. Mindegyik módszer a racionális és a valós számok más-más tulajdonságaira és kapcsolatára világítanak rá:
- A Dedekind-szeletek módszeréből azonnal látszik a teljes rendezés, a sűrűség és az, hogy minden felülről korlátos halmaznak van legkisebb felső korlátja.
- A Cauchy-sorozatok metrikus térként topológiailag teszik teljessé a racionális számokat. Ezzel azonnal látható, hogy a racionális számok sűrűek a valós számok között, és minden Cauchy-sorozatnak van határértéke. Ez a módszer több más matematikai struktúra esetén is alkalmazható.
- Az intervallumskatulyázás a valós számok kiszámítását követi, és azt mutatja, hogy egy valós szám tetszőlegesen közelíthető racionális számokkal. A tetszőleges pontosságú közelítés bizonyítja egy valós határérték létezését.
- Az uniform struktúraként való teljessé tétel egy általánosabb módszer, aminek alkalmazásához sem rendezésre, sem távolságfogalomra nincs szükség.

### Axiomatikus megközelítés
A valós számok egy modelljének nevezzük azt az R halmazt, amely tartalmaz két elemet (0 és 1), értelmezünk rajta két bináris műveletet ({\displaystyle +} és {\displaystyle \cdot }, összeadás és szorzás) és egy bináris relációt (≤), valamint ezek kielégítik a következő tulajdonságokat:
1. {\displaystyle (\mathbb {R} ,+,\cdot )} testet alkot, azaz {\displaystyle \forall x,y,z\in \mathbb {R} }:
  - Asszociativitás: {\displaystyle x+(y+z)=(x+y)+z} és {\displaystyle x\cdot (y\cdot z)=(x\cdot y)\cdot z}
  - Kommutativitás: {\displaystyle x+y=y+x} és {\displaystyle x\cdot y=y\cdot x}
  - A szorzás disztributív az összeadásra nézve: {\displaystyle x\cdot (y+z)=(x\cdot y)+(x\cdot z)}
  - Additív semleges elem, a nullelem létezése: {\displaystyle x+0=x}
  - Multiplikatív semleges elem, az egységelem létezése: {\displaystyle x\cdot 1=x}
  - Additív inverz létezése: {\displaystyle x+(-x)=0}
  - Multiplikatív inverz létezése: ha {\displaystyle x\neq 0}, akkor {\displaystyle x\cdot x^{-1}=1}
  - {\displaystyle 0\neq 1}
2. R-en teljes rendezés ≤, azaz {\displaystyle \forall x,y,z\in \mathbb {R} }:
  - Reflexivitás: x ≤ x
  - Antiszimmetria: ha x ≤ y és y ≤ x, akkor x = y
  - Tranzitivitás: ha x ≤ y és y ≤ z, akkor x ≤ z
  - Teljesség: x ≤ y vagy y ≤ x
3. Az összeadás és a szorzás kompatibilis a rendezéssel, azaz minden x, y, z-re az R-ből:
  - Ha x ≤ y, akkor x + z ≤ y + z
  - Ha 0 ≤ x és 0 ≤ y, akkor 0 ≤ x·y
4. Minden nem üres részhalmazának ha van felső korlátja R-ben, akkor van legkisebb felső korlátja (szuprémuma) is R-ben.

Az utolsó tulajdonság fontos, mivel az különbözteti meg például a racionális számok halmazától, mivel az a halmaz, amelynek az elemeinek négyzete kisebb kettőnél, rendelkezik racionális felső korláttal (2 például ilyen), de a legkisebb felső korlátja (a gyök kettő) nem eleme a halmaznak.
A valós számok egy ekvivalens axiómarendszere a "ha van felső korlát, akkor szuprémum is van" helyett az arkhimédeszi axiómát és a Cantor-axiómát választja. Ezzel egyes tételek bizonyítása könnyebb:
1. Arkhimédeszi axióma: minden valós számhoz található nála nagyobb természetes szám.
2. Cantor-axióma: egymásba skatulyázott zárt intervallumoknak van közös pontja.

Ezekkel a tulajdonságokkal kimutatható, hogy bármely két modell ami ezeket kielégíti, izomorf.

### Az axiómarendszerek közvetlen következményei
- A két axiómarendszer ekvivalenciája
- Alulról korlátos halmaznak van infimuma, azaz legnagyobb alsó korlátja
- Ha egy sorozat monoton nő és felülről korlátos, akkor konvergens. Hasonlóan, egy alulról korlátos monoton csökkenő sorozat is konvergens. A kettőt összetéve kapjuk, hogy ha egy monoton sorozat korlátos, akkor konvergens
- konvergens sorozat határértéke egyértelmű

### További ekvivalens axiómarendszerek
A szuprémumaxióma helyett ekvivalensen a következők is választhatók:
- Az arkhimédészi axióma és az intervallumskatulyázási axióma, amely szerint tetszőleges egymásba skatuyázott korlátos zárt intervallumok metszete nem üres.
- Az infimumaxióma, ami azt állítja, hogy minden nemüres, alulról korlátos részhalmaznak van legnagyobb alsó korlátja.
- A Heine-Borel-axióma, mely szerint hogyha egy zárt, korlátos sorozatot akárhány nyílt intervallum fed le, kiválasztható véges sok, melyek szintén fednek.
- A Bolzano-Weierstraß-axióma, ami azt mondja, hogy minden korlátos végtelen halmaznak van torlódási pontja.
- A monotonitási axióma, hogy minden korlátos monoton sorozat korlátos.
- Az összefüggőségi axióma, miszerint a valós számok a szokásos topológiával összefüggő teret alkotnak.

A teljességet a folytonos függvények bevezetésével is le lehet írni:
- A középérték-axióma: A valós számok egy szakaszán folytonos valós függvény felveszi a két szélső érték közötti összes értéket.
- A korlátossági axióma: Korlátos zárt intervallumon definiált valós függvény értékkészlete felülről korlátos.
- A maximumaxióma: Korlátos zárt intervallumon definiált valós függvény felveszi maximumát.

## Nevezetes részhalmazok
A valós számok gyakran használt részhalmazai:
- Racionális számok: {\displaystyle \mathbb {Q} =\left\{\dots ,-{\tfrac {2}{1}},-{\tfrac {1}{2}},-{\tfrac {1}{1}},0,{\tfrac {1}{1}},{\tfrac {1}{2}},{\tfrac {2}{1}},{\tfrac {1}{3}},\dots \right\}=\left.\left\{{\tfrac {p}{q}}\right|p\in \mathbb {Z} ,q\in \mathbb {N} \setminus \{0\}\right\}}
- Egész számok: {\displaystyle \mathbb {Z} =\{\dots ,-2,-1,0,1,2,\dots \}}.
- Természetes számok: {\displaystyle \mathbb {N} } (a 0 nélkül): {\displaystyle \{1,2,3,\dots \}} vagy (a 0 számmal): {\displaystyle \{0,1,2,3,\dots \}} (úgy is, mint {\displaystyle \mathbb {N} _{0}}).
- Irracionális számok: {\displaystyle \mathbb {R} \setminus \mathbb {Q} }, azok a valós számok, melyek nem racionálisak.
- Algebrai számok: A racionális számok és az algebrai irracionális számok.
- Transzcendens számok: Nem algebrai irracionális számok.
- Kiszámítható és nem kiszámítható számok.

Racionálisak azok a számok, melyek előállnak két egész szám hányadosaként. Egy szám irracionális, ha valós, és nem írható fel két egész szám hányadosaként. Az irracionális számokat a pitagoreusok fedezték fel. Ilyenek például a nem négyzetszám egészek négyzetgyökei, a nem köbszám egészek köbgyökei, satöbbi. Példák: {\displaystyle {\sqrt {2}}}, {\displaystyle {\sqrt[{3}]{7}}} vagy {\displaystyle {\sqrt[{5}]{6}}4}.
Az algebrai számok egész együtthatós polinomok gyökei; vagyis van egy egész együtthatós polinom, melybe behelyettesítve a számot a polinom értéke nulla. Igazából gyakrabban tekintenek az algebrai számokra a komplex számok részhalmazaként, mivel ezeknek a polinomoknak komplex gyökeik is vannak. Algebraiak a gyökkifejezések, például az {\displaystyle n\in \mathbb {N} }-edik gyökök és véges összegeik, de nemcsak ezek, hiszen a negyediknél magasabb fokú polinomok nem oldhatók meg gyökjelekkel.
A transzcendens számok az algebrai számok komplementer halmaza. Minden transzcendens szám irracionális. A legismertebb transzcendens számok a {\displaystyle \pi } és az {\displaystyle e}. Mindezek a számok kiszámíthatóak, szemben a nem kiszámítható számokkal, mint egy Specker-sorozat határértéke.
További gyakran használt jelölések:
Ha {\displaystyle a\in \mathbb {R} }, akkor
{\displaystyle \mathbb {R} ^{\neq a}=\mathbb {R} \setminus \{a\}} az összes valós szám, kivéve a,
{\displaystyle \mathbb {R} ^{\geq a}=\{x\in \mathbb {R} \mid x\geq a\},}
{\displaystyle \mathbb {R} ^{>a}=\{x\in \mathbb {R} \mid x>a\},}
{\displaystyle \mathbb {R} ^{\leq a}=\{x\in \mathbb {R} \mid x\leq a\},}
{\displaystyle \mathbb {R} ^{<a}=\{x\in \mathbb {R} \mid x<a\}.}
Speciálisan, ha {\displaystyle a=0}, akkor {\displaystyle \mathbb {R} ^{>0}} a pozitív valós számok, {\displaystyle \mathbb {R} ^{\geq 0}} a nemnegatív valós számok. Ezekben az esetekben használják még a {\displaystyle \mathbb {R} ^{+}} és a {\displaystyle \mathbb {R} _{0}^{+}} jelöléseket; azonban egyes szerzőknél {\displaystyle \mathbb {R} ^{+}} a nemnegatív valós számokat jelenti.

## Számosság
A valós számok számosságát kontinuumnak nevezik, és {\displaystyle {\mathfrak {c}}} -vel jelölik. Ez nagyobb, mint a természetes számok {\displaystyle \aleph _{0}} számossága, de megegyezik a természetes számok hatványhalmazának számosságával, amit {\displaystyle {\mathfrak {c}}=2^{\aleph _{0}}} fejez ki. A nem megszámlálhatóság azt jelenti, hogy minden {\displaystyle x_{1},x_{2},x_{3},\ldots } lista szükségképpen hiányos.
Az ismert szűkebb számkörök, a racionális számok, az algebrai számok, a kiszámítható számok mind megszámlálhatóak. A racionális számok megszámlálása bizonyítható Cantor módszerével. A nem megszámlálhatóság a kiszámíthatatlan transzcendens számok hozzávételével adódik.
A halmazelméletben Cantor felfedezései után adódott a kérdés: Van számosság a megszámlálható és a kontinuum végtelen között? Vagy a valós számokra megfogalmazva: A valós számok minden nem megszámlálható részhalmaza kölcsönösen egyértelműen megfeleltethető-e a valós számoknak? Ez a kontinuumhipotézis, mely függetlennek bizonyult a szokásos axiómarendszertől, mint a Zermelo-Fraenkel-axiómáktól a kiválasztási axiómával együtt. Nem bizonyítható, nem cáfolható ebben a rendszerben.

## Topológia, kompaktság, kibővített valós számok
A valós számok szokásos topológiáját a nyílt intervallumok generálják, azaz az
{\displaystyle (a,b)={]a,b[}=\{x\in \mathbb {R} \mid a<x<b\};a,b\in \mathbb {R} }
intervallumok. Rendezési topológiának is nevezik. A {\displaystyle ]p-r,p+r[,} nyílt intervallumok gömbőkként is megadhatók,  
{\displaystyle B_{r}(p):=\{x\in \mathbb {R} \mid |x-p|<r\}},
ahol {\displaystyle p} középpont és {\displaystyle r} sugár a {\displaystyle d(x,y):=|x-y|}
abszolútérték által definiált metrikában. Ezzel a generált topológia megegyezik a metrikus tér által generált generált topológiával. Mivel a racionális számok sűrű, de megszámlálható részhalmazt alkotnak, azért néha ezeket a számokat a racionális számokra korlátozzák.
A racionális számokkal szemben a valós számok lokálisan kompakt teret alkotnak. Ez azt jelenti, hogy tetszőleges {\displaystyle x} valós számnak van nyílt környezete, melynek lezártja kompakt. A Heine–Borel-tétel szerint bármely {\displaystyle U} nyílt halmaz alkalmas, melyre {\displaystyle x\in U}, hiszen {\displaystyle {\bar {U}}} kompakt.
A valós számok halmaza lokálisan kompakt, de nem kompakt. A kiterjesztett valós számok halmaza ennek kompaktifikálása, {\displaystyle {\overline {\mathbb {R} }}:=\mathbb {R} \cup \{-\infty ,+\infty \},} 
ahol {\displaystyle -\infty } környezetei a
{\displaystyle {\mathfrak {B}}:=\{B_{r}(-\infty )\mid r\in {\mathbb {Q} }^{+}\}} alakú halmazok, és {\displaystyle B_{r}(-\infty ):=\{x\in \mathbb {R} \mid x<-{\tfrac {1}{r}}\}}
továbbá {\displaystyle +\infty } környezetei
{\displaystyle {\mathfrak {B}}:=\{B_{r}(+\infty )\mid r\in {\mathbb {Q} }^{+}\}} alakúak, ahol {\displaystyle B_{r}(+\infty ):=\{x\in \mathbb {R} \mid x>{\tfrac {1}{r}}\}}.
Ez a topológia eleget tesz a megszámlálhatósági axiómáknak. {\displaystyle {\overline {\mathbb {R} }}\;} homeomorf a [0,1] zárt intervallummal, például {\displaystyle x\mapsto \arctan x} egy {\displaystyle {\overline {\mathbb {R} }}\to [-\pi /2,\pi /2],} homeomorfia. Affin-lineáris függvényekkel a zárt intervallumok homeomorfak egymással. Minden monoton sorozatnak van határértéke; például az 
{\displaystyle \lim _{n\to \infty }n^{2}=+\infty }
valódi határérték. 
Az {\displaystyle x\in \mathbb {R} } rendezésének kiterjesztése: {\displaystyle -\infty <x<\infty }, így a kiterjesztett valós számok halmaza teljesen rendezett. A testaxiómák nem vihetők át, hiszen az
{\displaystyle \infty +x=\infty }
egyenlet nem oldható meg egyértelműen.

## Kapcsolódó témák
- A számok ábrázolása különböző számrendszerekben.
- Valós számok közelítő ábrázolása a számítógépen lebegőpontos számokkal.
- Az intervallumaritmetika tekintetbe veszi a kerekítési hibát.
- A modellelméletből levezethető a nem standard analízis.

## Fordítás
Ez a szócikk részben vagy egészben  a   Reelle Zahl című német Wikipédia-szócikk fordításán alapul.  Az eredeti cikk szerkesztőit annak laptörténete sorolja fel. Ez a jelzés csupán a megfogalmazás eredetét és a szerzői jogokat jelzi, nem szolgál a cikkben szereplő információk forrásmegjelöléseként.